# Drymaria leptophylla
Drymaria leptophylla là loài thực vật có hoa thuộc họ Cẩm chướng. Loài này được (Cham. & Schltdl.) Fenzl ex Rohrb. mô tả khoa học đầu tiên năm 1871.